# Scutum (escudo)

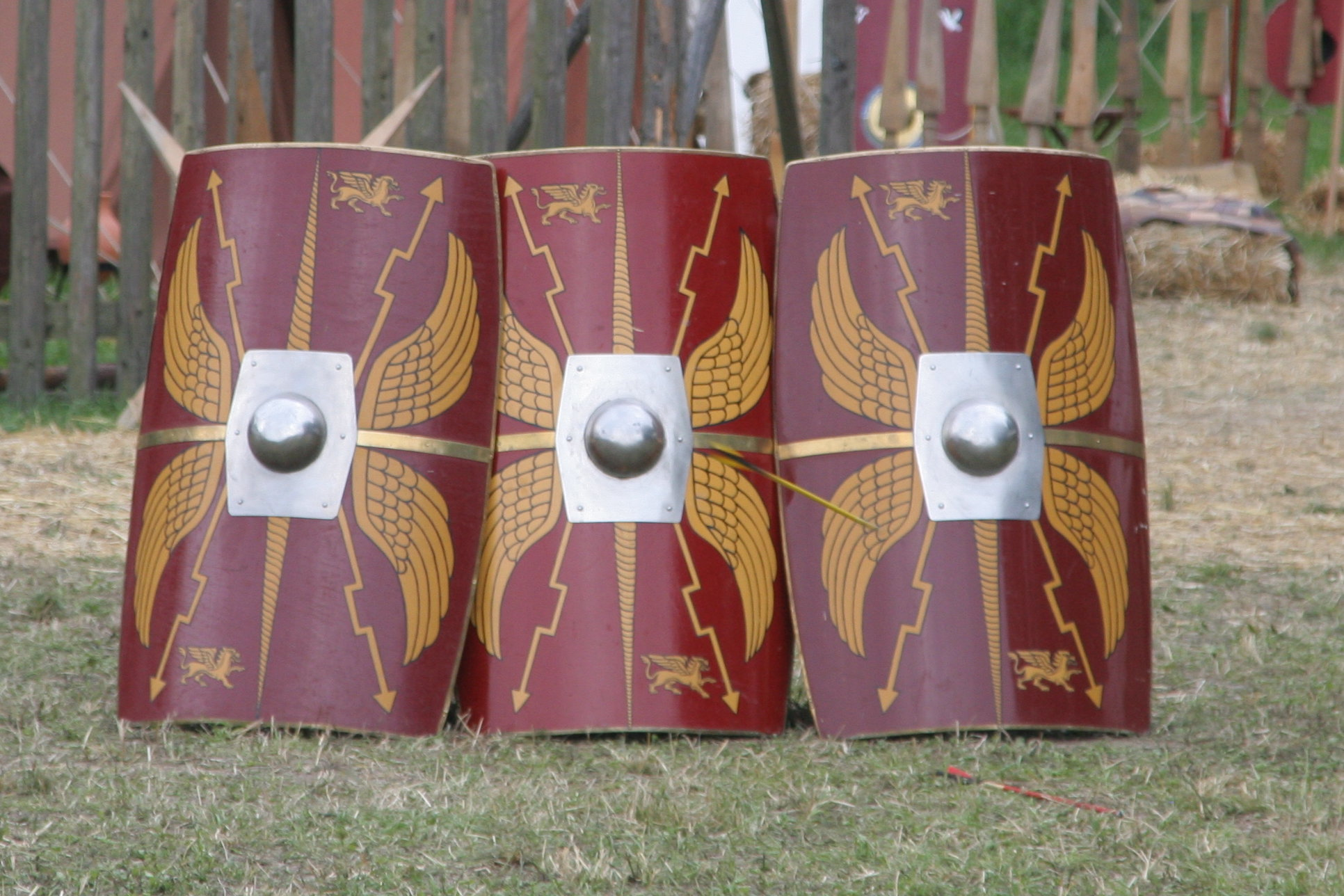
Scutum romano.

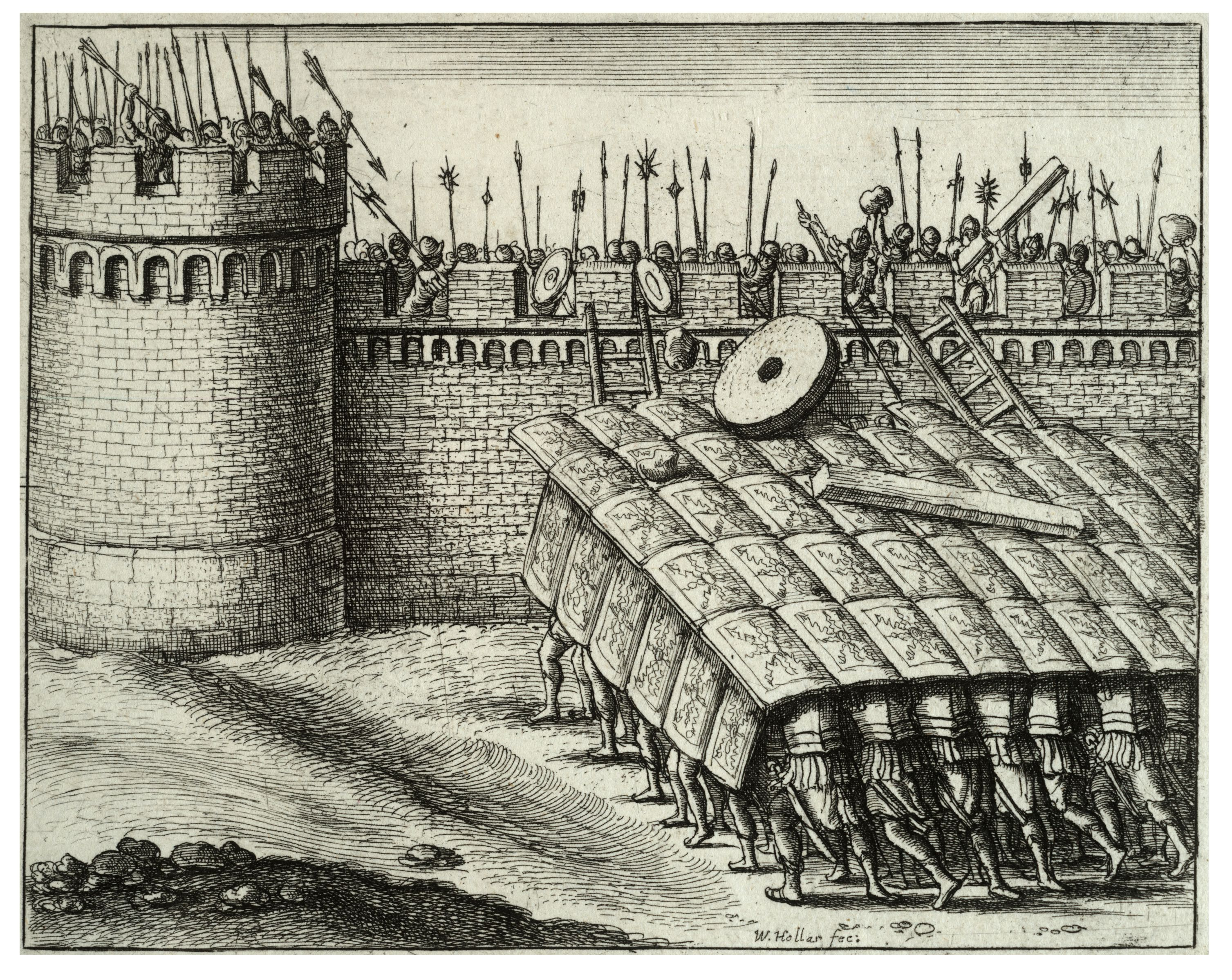
Grabado del siglo XVI representando el avance de una formación en tortuga.

Scutum era el término en latín para referirse al escudo, aunque en tiempos más modernos ha derivado a un término para hacer referencia al escudo estándar y con forma semicilíndrica que llevaban los legionarios romanos.

## Características e historia
El escudo curvo de la época de la República era ovalado, tal y como se puede ver en el altar de Cneo Domicio Enobarbo en Roma y en el monumento de Lucio Emilio Paulo Macedónico en Delfos. También se ha encontrado un ejemplo arqueológico en Kasr el-Harit, en Egipto. Más adelante el escudo fue evolucionando a una forma rectangular a comienzos del Imperio.
Los scuta (en plural) rectangulares, que a veces eran convexos y a veces planos, eran construidos principalmente a partir de tiras de madera superpuestas unas a otras y con las vetas dispuestas en direcciones opuestas, cubiertas con cuero y adheridas con pegamento animal. Esto supone que el escudo era muy resistente y, a la vez, lo suficientemente ligero (de entre 5,5 y 7,5 kg) como para ser transportado a lo largo de muy largas distancias. 
El mejor ejemplo que nos ha llegado a nuestros días está en Siria, y se trata de un scutum de 1,06 metros de altura, una cuerda de 66 cm, con una longitud a lo largo de la curva de 86 cm y un grosor de entre 5 y 6 mm. Su forma curva le permitía encajar bien los golpes más fuertes, mientras que los laterales protegían mejor al soldado. Las flechas y golpes enemigos podían desviarse sin llegar a golpear con toda su fuerza al legionario.
Por otra parte, el revestimiento central del escudo (denominado umbo) estaba construido bien de una aleación de cobre o de hierro. Se utilizaba de forma ofensiva, siendo lo suficientemente pesado y denso como para aturdir o desplazar a un oponente, lo cual facilitaba al legionario el siguiente ataque con su gladius. Los legionarios solían avanzar de forma alterna con el scutum ligeramente alzado, cubriendo la parte inferior del cuerpo que normalmente no poseía armadura, bloqueando al oponente para luego atacar dando estocadas con el gladius. Los bordes del escudo también se forraban de metal para mayor protección, pudiendo también ser usados de forma ofensiva.
La forma del scutum permitía las formaciones compactas de legionarios. Mediante este sistema, se superponían los escudos de forma que diesen una mayor protección contra las armas arrojadizas. De estas posibles formaciones, la más famosa es la formación en testudo típica de los asedios Romanos, en la que los legionarios colocaban los escudos de frente y hacia arriba, consiguiendo protección también frente a proyectiles lanzados en tiro parabólico o desde lo alto, como, por ejemplo, flechas, jabalinas, piedras de hondas u objetos lanzados por defensores desde lo alto de las murallas.